# Wygrać miłość
Wygrać miłość (ang. Just Wright, 2010) – amerykański film. Komedia romantyczna w reżyserii Sanaa Hamri w głównych rolach Queen Latifah i Common.

## Fabuła
Leslie Wright (Queen Latifah) jest doświadczoną terapeutką. Mieszka razem z siostrą Morgan (Paula Patton), której marzeniem jest wyjść za mąż za koszykarza grającego w NBA. Po jednym z meczów koszykówki Leslie pomaga na stacji benzynowej jednemu z koszykarzy; Scottowi McKnight (Common). Ten w ramach podziękowań zaprasza ją na swoje urodziny. Terapeutka idzie na przyjęcie razem z Morgan. Scott poznając bliżej Morgan zakochuje się.
Podczas NBA All-Star Game (Meczu Gwiazd) w 2009 roku, Scott doznaje poważnej kontuzji, która może mu przeszkodzić w dalszej karierze. Zaniepokojona Morgan sugeruje aby przeprowadził się do nich do domu i dał się wyleczyć Leslie. Koszykarz przenosi się do nich jednak nie widzi w tym żadnego sensu, gdyż wie, że jeśli nie będzie zdrowy do czasu rozpoczęcia meczów play-off w lidze jego kariera się skończy.

## Obsada
- Queen Latifah jako Leslie Wright
- Common jako Scott McKnight
- Paula Patton jako Morgan Alexander
- Pam Grier jako Janice Wright
- James Pickens Jr. jako Lloyd Wright
- Phylicia Rashad jako matka Scotta
- Mehcad Brooks jako Angelo
- Dwyane Wade jako on sam
- Dwight Howard jako on sam
- Mike Fratello jako on sam
- Stan Van Gundy jako on sam
- Kenny Smith jako on sam
- Marv Albert jako on sam
- Rashard Lewis jako on sam
- Rajon Rondo jako on sam
- Stuart Scott jako on sam
- Bobby Simmons jako on sam
- Elton Brand jako on sam
- Jalen Rose jako on sam
- LeBron James jako on sam
- Mike Golic jako on sam
- Doris Burke jako on sam
- Mike Greenberg jako on sam
- Jim Sann jako on sam
- John Legend jako on sam

## Nagrody i nominacje
Teen Choice Awards 2010
- nominacja: najlepsza komedia romantyczna
- nominacja: najlepsza aktorka w komedii romantycznej – Queen Latifah